# Consell de Dones Líders Mundials
El Consell de Dones Líders Mundials és una xarxa de dones presidentes i primeres ministres establerta al 1996 per Vigdís Finnbogadóttir, presidenta d'Islàndia entre 1980 i 1996 i primera dona al món en ser escollida presidenta d'un país de forma democràtica, Mary Robinson, presidenta d'Irlanda entre 1990 i 1997, i Laura Liswood, la seva actual secretària general.
La missió del Consell és mobilitzar a les dones dirigents de més alt rang a nivell global per a l'acció col·lectiva en assumptes d'importància crítica per a les dones.
El Consell té la seu a la Fundació de les Nacions Unides, a Washington DC, de la qual és afiliada.

## Consell directiu
- Katrín Jakobsdóttir: Presidenta d'Islàndia (2017 - actualitat); Presidenta del Consell des del 2020.[1]
- Dalia Grybauskaitė: Presidenta de Lituània (2009 –2019); Presidenta del Consell des del 2014.
- Tarja Halonen: Presidenta de Finlàndia (2000 - 2012); Presidenta del Consell entre 2009 i 2014.
- Mary Robinson: Presidenta d'Irlanda (1990 - 1997); Presidenta del Consell entre 2003 i 2009.
- Kim Campbell: Primera ministra del Canadà (1993); Presidenta del Consell entre 1999 i 2003.
- Vigdís Finnbogadóttir: Presidenta d'Islàndia (1980 - 1996); Presidenta del Consell entre 1996 i 1999.

### Secretaria
- Madeleine Albright: Presidenta fundadora de la Iniciativa Ministerial (1996 - 2007); Secretària d'Estat dels Estats Units entre 1997 i 2001.[5]
- Kathy Calvin: CEO (2009 - actualitat); Presidenta de la Fundació de les Nacions Unides des de 2013.
- Laura Liswood: Secretària General des de 1996.
- Margot Wallström: Presidenta fundadora de la Iniciativa Ministerial (2007 - actualitat); Vicepresidenta Primera de la Comissió Europea (2004 - 2010); Ministra d'Afers exteriors de Suècia (2014 - actualitat).[6]

## Afiliació

### Membres actuals del Consell[7][8]
- Mercedes Aráoz: Primera ministra del Perú entre 2017 i 2018.
- Jacinda Arden: Primera ministra de Nova Zelanda (2017 - actualitat).
- Michelle Bachelet: Presidenta de Xile entre 2006 i 2010 i des de 2014.
- Joyce Banda: Presidenta de Malawi entre 2012 i 2014.
- Violeta Barrios de Chamorro: Presidenta de Nicaragua entre 1990 i 1997.
- Najla Bouden: Primera ministra de Tunísia (2021 - actualitat).
- Ana Brnabić: Primera ministra de Sèrbia (2017 - actualitat).
- Gro Harlem Brundtland: Primera ministra de Noruega al 1981, entre 1986 i 1989; i entre 1990 i 1996.
- Micheline Calmy-Rey: Membre del Consell Federal de Suïssa en 2007 i 2011.
- Susanne Camelia-Römer: Primera ministra de les Antilles Neerlandeses en 1993, i entre 1998 i 1999.
- Zuzana Čaputová: Presidenta d'Eslovàquia (2019 - actualitat).
- Tansu Çiller: Primera ministre de Turquia entre 1993 i 1996.
- Helen Clark: Primera ministra de Nova Zelanda entre 1999 i 2008.
- Marie-Louise Coleiro Preca: Presidenta de Malta entre 2014 i 2019.
- Paula Cox: Premier de Bermudes entre 2010 i 2012.
- Édith Cresson: Primera ministra de França entre 1991 i 1992.
- Viorica Dăncilă: Primera ministra de Romania entre 2018 i 2019.
- Luísa Dias Diogo: Primera ministra de Moçambic entre 2004 i 2010.
- Ruth Dreifuss: Presidenta del Consell Federal de Suïssa en 1999.
- Cristina Fernández de Kirchner: Presidenta d'Argentina entre 2011 i 2015.
- Vigdís Finnbogadóttir: Presidenta d'Islàndia entre 1980 i 1996.
- Mette Frederiksen: Primera ministra de Dinamarca (2019 - actualitat).
- Natalia Gavrilița: Primera ministra de Moldàvia (2021 - actualitat).
- Park Geun-hye: Presidenta de Corea del Sud entre 2013 i 2017.
- Julia Gillard: Primera ministra d'Austràlia entre 2010 i 2013.
- Pamela F. Gordon-Banks: Premier de Bermudes entre 1997 i 1998.
- Ameenah Gurib-Fakim: Presidenta de Maurici des de 2015.
- Sheikh Hasina: Primera ministra de Bangladesh entre 1996 i 2001 i des de 2009.
- Hilda Heine: Presidenta de les Illes Marshall entre 2016 i 2020.
- Atifete Jahjaga: Presidenta de Kosovo entre 2011 i 2016.
- Emily de Jongh-Elhage: Primera ministra de les Antilles Neerlandeses entre 2006 i 2010.
- Kersti Kaljulaid: Presidenta d'Estònia des de 2016.
- Kaja Kallas: Primera ministra d'Estònia (2021 - actualitat).
- Mari Kiviniemi: Primera ministra de Finlàndia entre 2010 i 2011.
- Jadranka Kosor: Primera ministra de Croàcia entre 2009 i 2011.
- Chandrika Kumaratunga: Presidenta de Sri Lanka entre 1994 i 2005.
- Saara Kuugongelwa: Primera ministra de Namíbia des de 2015.
- Doris Leuthard: Presidenta del Consell Federal de Suïssa en 2010.
- Maria Libèria Peters: Primera ministra de les Antilles Neerlandeses entre 1984 i 1986 i entre 1988 i 1994.
- Sanna Marin: Primera ministra de Finlàndia (2019 - actualitat).
- Theresa May: Primera ministra del Regne Unit des de 2016 fins a 2019.
- Mary McAleese: Presidenta d'Irlanda entre 1997 i 2011.
- Beatriz Merino: Primera ministra de Perú al 2003.
- Angela Merkel: Canceller d'Alemanya des de 2005.
- Mireya Moscoso: Presidenta de Panamà entre 1999 i 2004.
- Maria das Neves: Primera ministra de Sao Tomé i Príncipe entre 2002 i 2004.
- Roza Otunbàieva: Presidenta del Kirguizstan entre 2010 i 2011.
- Pratibha Patil: Presidenta d'Índia entre 2007 i 2012.
- Kamla Persad-Bissessar: Primera ministra de Trinidad i Tobago entre 2010 i 2015.
- Michèle Pierre-Louis: Primera ministra d'Haití entre 2008 i 2009.
- Kazimira Prunskienė: Primera ministra de Lituània entre 1990 i 1991.
- Iveta Radičová: Primera ministra d'Eslovàquia entre 2010 i 2012.
- Dilma Rousseff: Presidenta de Brasil entre 2011 i 2016.
- Katerina Sakel·laropulu: Presidenta de Grècia (2020 - actualitat).
- Maia Sandu: Presidenta de Moldàvia (2020 - actualitat).
- Jenny Shipley: Primera ministra de Nova Zelanda entre 1997 i 1999.
- Jóhanna Sigurðardóttir: Primera ministra d'Islàndia entre 2009 i 2013.
- Maria do Carmo Silveira: Primera ministra de São Tomé i Príncipe entre 2005 i 2006.
- Ingrida Šimonytė: Primera ministra de Lituània (2020 - actualitat).
- Portia Simpson-Miller: Primera ministra de Jamaica entre 2006 i 2007, i entre 2012 i 2016.
- Ellen Johnson Sirleaf: Presidenta de Libèria entre 2006 i 2018.
- Jennifer M. Smith: Premier de Bermudes entre 1998 i 2003.
- Erna Solberg: Primera ministra de Noruega des de 2013.
- Hanna Suchocka: Primera ministra de Polònia entre 1992 i 1993.
- Simonetta Sommaruga: Presidenta del Consell Federal de Suïssa al 2015.
- Laimdota Straujuma: Primera ministra de Letònia entre 2014 i 2016.
- Megawati Sukarnoputri: Presidenta d'Indonèsia entre 2001 i 2004.
- Helle Thorning-Schmidt: Primera ministra de Dinamarca entre 2011 i 2015.
- Iúlia Timoixenko: Primera ministra d'Ucraïna al 2005 i entre 2007 i 2010.
- Aminata Touré: Primera ministra de Senegal entre 2013 i 2014.
- Mirtha Vásquez: Primera ministra de Perú (2021 - actualitat).
- Vaira Vīķe-Freiberga: Presidenta de Letònia entre 1999 i 2007.
- Paula-Mae Weekes: Presidenta de Trinitat i Tobago (2018 - actualitat).
- Eveline Widmer-Schlumpf: Presidenta del Consell Federal de Suïssa al 2012.
- Sophie Wilmès: Primera ministra de Bèlgica entre 2019 i 2020.
- Sahle-Work Zewde: Presidenta d'Etiòpia (2018 - actualitat).
- Khaleda Zia: Primera ministra de Bangladesh entre 1991 i 1996, i entre 2001 i 2006.
- Salomé Zourabichvili: Presidenta de Geòrgia (2018 - actualitat).

### Membres anteriors
- Laura Chinchilla: Presidenta de Costa Rica entre 2010 i 2014.
- Kolinda Grabar-Kitarović: Presidenta de Croàcia des de 2015.
- Dalia Grybauskaitė: Presidenta de Lituània des de 2009.
- Gloria Macapagal-Arroyo: Presidenta de les Filipines entre 2001 i 2010.

### Membres anteriors difuntes
- Corazón Aquino: Presidenta de les Filipines entre 1986 i 1992.
- Sirimavo Bandaranaike: Primera ministra de Sri Lanka entre 1960 i 1965, 1970 i 1977, i entre 1994 i 2000.
- Benazir Bhutto: Primera ministra de Pakistan entre 1988 i 1990, i entre 1993 i 1996.
- Eugenia Charles: Primera ministra de Dominica entre 1980 i 1995.
- Janet Jagan: Presidenta de Guyana entre 1997 i 1999.
- Maria de Lourdes Pintasilgo: Primera ministra de Portugal entre 1979 i 1980.
- Margaret Thatcher: Primera ministra del Regne Unit entre 1979 i 1990.